# Cercospora paridis
Cercospora paridis är en svampart som beskrevs av Erikss. 1883. Cercospora paridis ingår i släktet Cercospora och familjen Mycosphaerellaceae.   Inga underarter finns listade i Catalogue of Life.